# Molophilus (Molophilus) reductissimus
Molophilus (Molophilus) reductissimus is een tweevleugelige uit de familie steltmuggen (Limoniidae). De soort komt voor in het Afrotropisch gebied.